# Musée du cheminot d'Ambérieu-en-Bugey
Pour les articles homonymes, voir Cheminot (homonymie).
Le musée du cheminot à Ambérieu-en-Bugey présente sur 950 m² une rétrospective des conditions de vie et de travail des cheminots dans une ville dont le développement est lié à l'histoire du chemin de fer.

## Histoire
Créé en 1987 à la suite de la rencontre de plusieurs passionnés de l'histoire locale, il est installé depuis 1988 dans un bâtiment municipal.
Le musée, toujours géré exclusivement par des bénévoles, a atteint ses 25 ans d'existence, le 27 octobre 2012.

## Fréquentation
Selon les années le nombre de visiteurs se situe entre 3000 et 4000.

## Expositions

### Collections permanentes

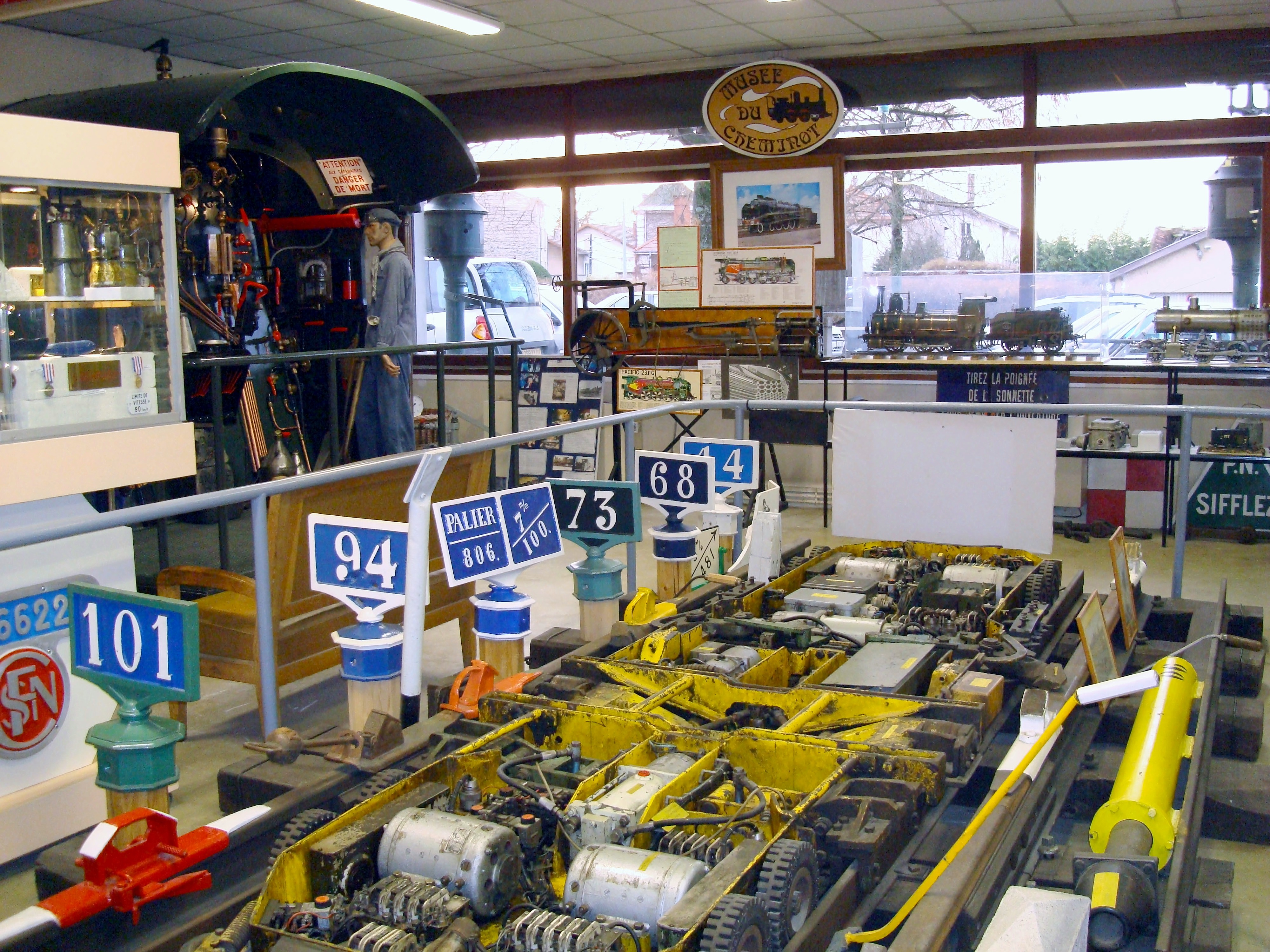
Vue rez-de-chaussée du musée.

On y trouve exposés dans des reconstitutions fidèles tous les objets et lieux qui faisaient le quotidien des cheminots, comme : 
- au rez-de-chaussée : maquettes de locomotives et nombreux objets du temps de la vapeur, deux cabines reconstituées de conduite de locomotive à vapeur, le local de la lampisterie, la cabane de voie, l'atelier des apprentis, la forge, plusieurs pupitres de conduite de locomotive électriques ou locomotive diesels ainsi qu'un pupitre de TGV, avec reconstitution de certaines fonctions,  poste d'aiguillage, les nombreux outils pour l'entretien et les différents types de voies construites depuis l'origine des chemins de fer, les prototypes des chariots électriques installés à Ambérieu pour freiner les wagons dans l'emprise du triage (FMA).
- au premier étage : le bureau de chef de gare des années 1950, réfectoire, dortoir, cabinet médical, une importante collection de lanternes ferroviaires, une vitrine sur la Résistance dans les chemins de fer et de nombreuses vitrines abritant les collections d'objets datant du PLM ainsi que des maquettes de collection[5].

### Expositions temporaires
Le musée organise des expositions temporaires dans ses locaux, ancienne coopérative du PLM à Ambérieu.

## Archives conservées
Le musée est également un lieu de conservations d'archives du patrimoine ferroviaire, notamment : le fonds du PLM (1850-1975), il comporte une importante documentation sur les périodes PLM et SNCF du dépôt et de la gare d'Ambérieu-en-Bugey avec plans et photos ; une collecte d'archives orales, réalisée en 1981, du service SNCF de la Traction.